# Herschel (telescop spațial)
Observatorul spațial Herschel a fost plasat pe orbita Pământului, în mai 2009 (două luni mai târziu fiind poziționat la 1,5 milioane kilometri de planetă), de către Agenția Spațială Europeană (ESA), cu scopul de a capta radiațiile infraroșii cu mare lungime de undă; folositor pentru observarea obiectelor reci.
Satelitul Planck a fost lansat, de asemenea, în mai 2009 de către Agenția Spațială Europeană (ESA), cu scopul de a detecta lumina provenită din preajma producerii Big Bang-ului (radiația generală prezentă de acum 14 miliarde de ani).